# Gert Dumbar
Gert Dumbar (Jakarta, 16 mei 1940) is een Nederlands grafisch ontwerper bij Tel Design en later Studio Dumbar, die nationaal en internationaal bekend verwierf met zijn werk. De illustrator Dick Wiarda (1992) typeerde hem als de "De man achter de gele trein."

## Leven en werk
Dumbar is een nazaat van het patriciërsgeslacht Dumbar. Hij groeide op in Bandung, en bleef tot zijn elfde jaar in Indonesië. Na eerst een jaar aan de Koninklijke Academie van Beeldende Kunsten in Den Haag te hebben gestudeerd, vervolgde hij zijn studie met de designopleiding aan de Royal College of Art in Londen.
Na zijn afstuderen terug in Nederland in 1963 begon hij bij het ontwerpbureau Teldesign. Dit bureau was toen nog gericht op industriële vormgeving, en Dumbar zette daar de grafische vormgeving afdeling op. De eerste grote klanten waren de Nederlandse Spoorwegen en de oude PTT (Nederland), de grootste opdrachtgever voor creatief Nederland in die tijd.
In 1977 opende Dumbar zijn eigen grafisch ontwerpbureau Studio Dumbar. In 1993 ontwierp hij het logo met een waakvlam boven een wetboek, voor de politie. Als directbetrokkene bij de Indonesische Onafhankelijkheidsoorlog ontwerpt hij in 2002 het Indië-monument in Den Haag. Sinds 2006 geeft hij ook les aan de Koninklijke Academie van Beeldende Kunsten in Den Haag. Zijn onderwijs anno 2023 is rond het thema 'patafysica.
In 1983 werd Dumbar onderscheiden met de H.N. Werkmanprijs voor grafisch ontwerpen voor zijn oeuvre. In 2006 won hij met zijn studio de Grand Prix bij de Dutch Design Awards, en in 2009 ontving hij de Piet Zwart Prijs.

## Werk
In de loop van zijn carrière heeft Dumbar zich ontwikkeld bij Teldesign van modernist tot dadaist en enfant terrible van grafisch Nederland. Met die instelling begon hij Studio Dumbar, waarbij hij tot vernieuwer van de grafische vormgeving werd. In de later jaren trad hij meer mentor, en werd gezien als typisch vertegenwoordiger van de vroege Dutch design.

### Enfant terrible van grafisch Nederland
In de jaren zeventig nog binnen Teldesign ontwikkelt Dumbar zich tot enfant terrible van grafisch Nederland met een nieuwe vorm van grafische vormgeving. Hij vertelde toentertijd hierover:
We zijn opzettelijk bezig een schizofreen beeld te scheppen van onszelf; een design polarisatie in de gunstige zin van het woord. Het ene uiterste en het andere (...), strenge typografie-en-illustratie tegenover avant-garde. Het blijkt dat die twee stromingen elkaar enorm stimuleren.
De eigenzinnige nieuwe weg van Dumbar leidt in 1976 tot zulke onenigheid met Jan Lucassen, dat Dumbar bij Tel Design vertrekt en zijn tuinhuis zijn eigen bureau Studio Dumbar opricht.

### Dutch Design
In het begin van de jaren negentig komt er een groeiende belangstelling in het buitenland voor de Nederlandse vormgeving, die bestempeld wordt als Dutch Design. In 1992 in New York hield de Cooper Union kunstacademie een expositie getiteld Graphic Design and Typography in the Netherlands: a View of Recent Work. Over deze belangstelling stelde Gert Dumbar (1992) toentertijd:
Amerikanen willen van fenomenen die nog volop in beweging zijn, zoals Dutch design, stabiele mythes maken. Maar onze houding is veel slimmer dan het Amerikaanse talent voor het vervaardigen van mythes. Uiteindelijk zullen wij Nederlanders aan de mythe ontsnappen.
Terwijl Dutch Design in Amerika tot een mode was verheven, zou de ontwikkeling in Nederland aldus Dumbar daaraan voorbijgaan.

## Afbeeldingen

NS-logo ontworpen bij Teldesign
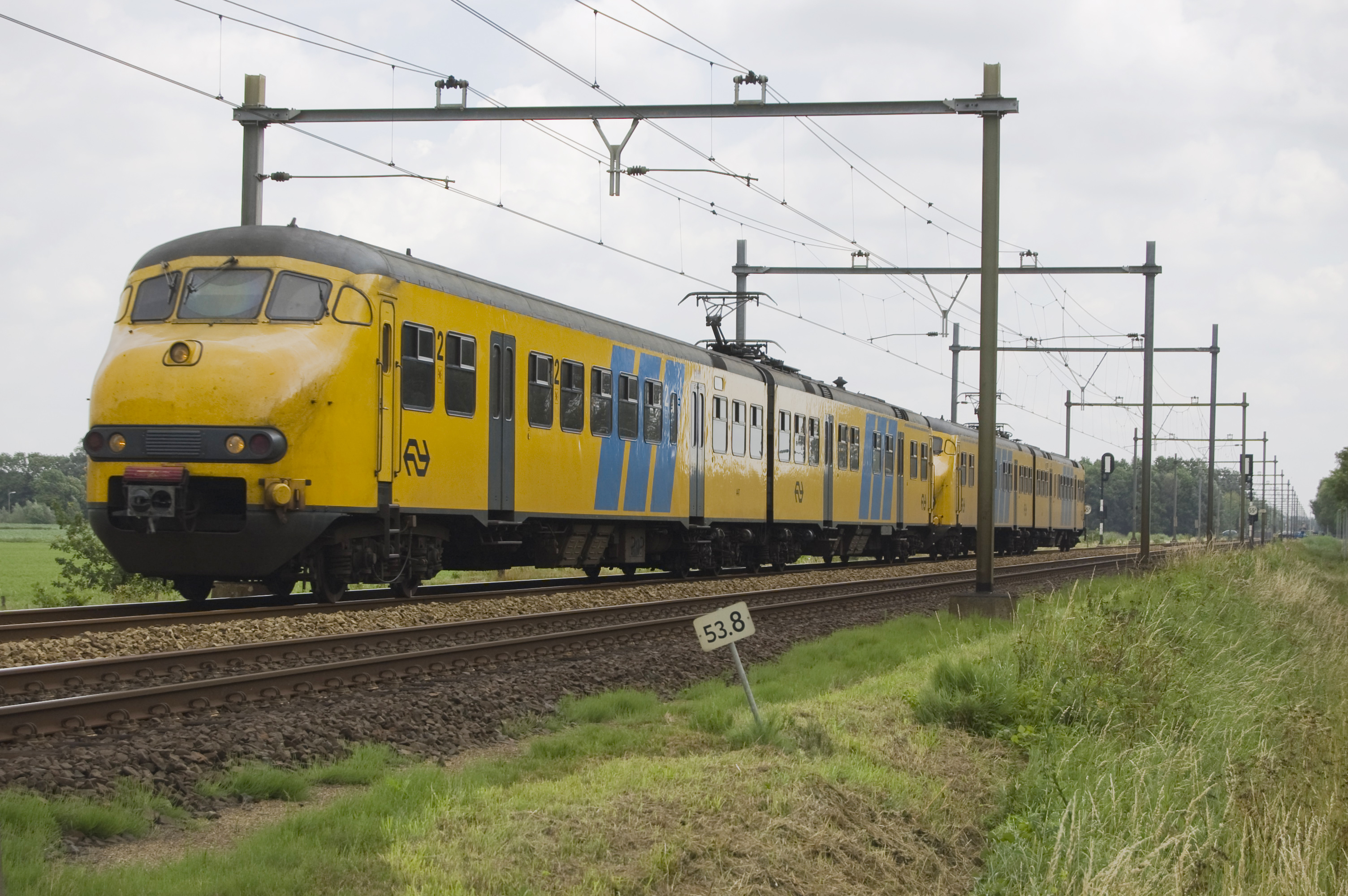
De Mat '64 vanaf 1968 in de nieuwe NS-huisstijl
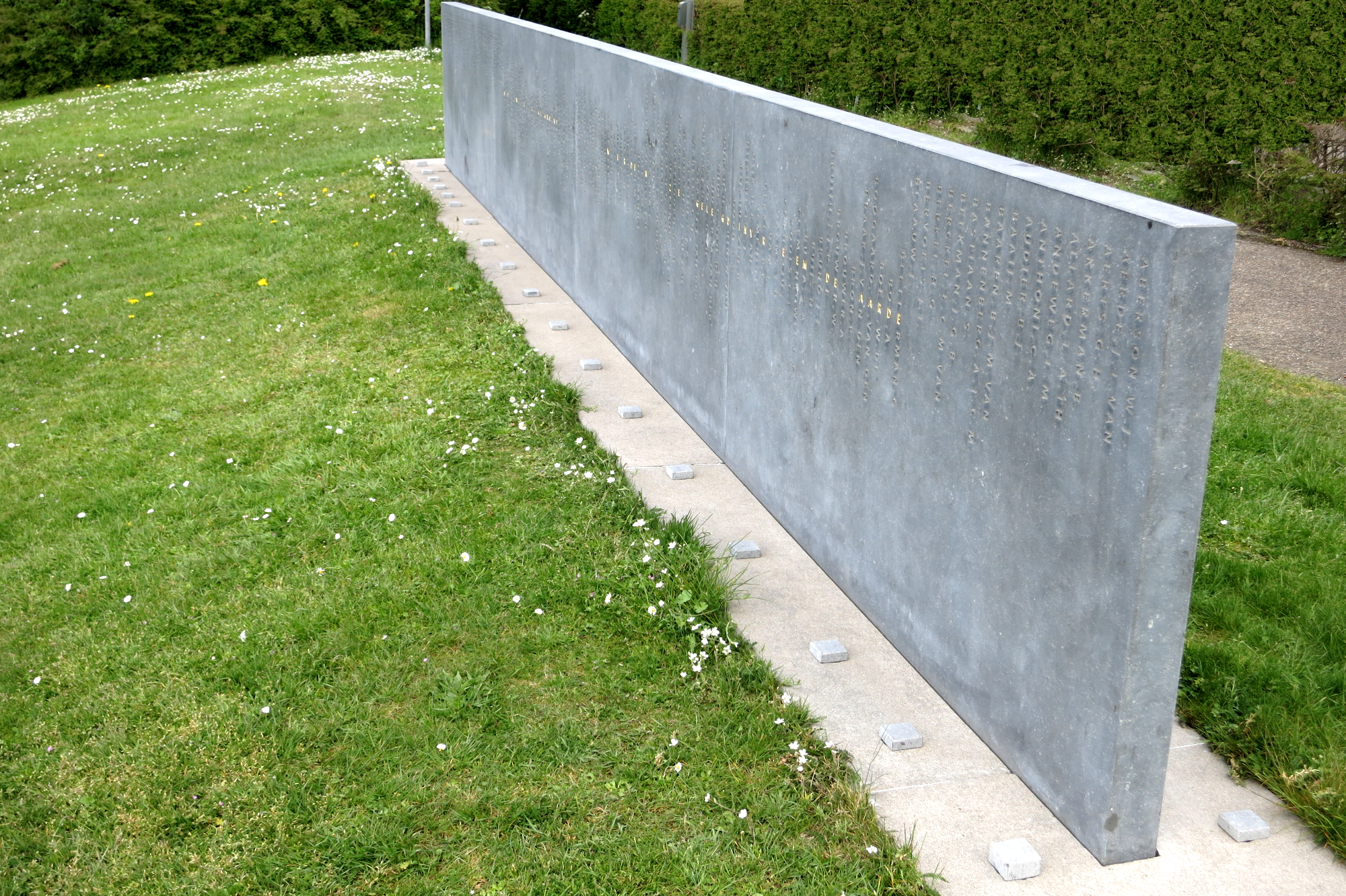
Indië-monument (Den Haag), 2002